# Neue Linke/Nuova Sinistra

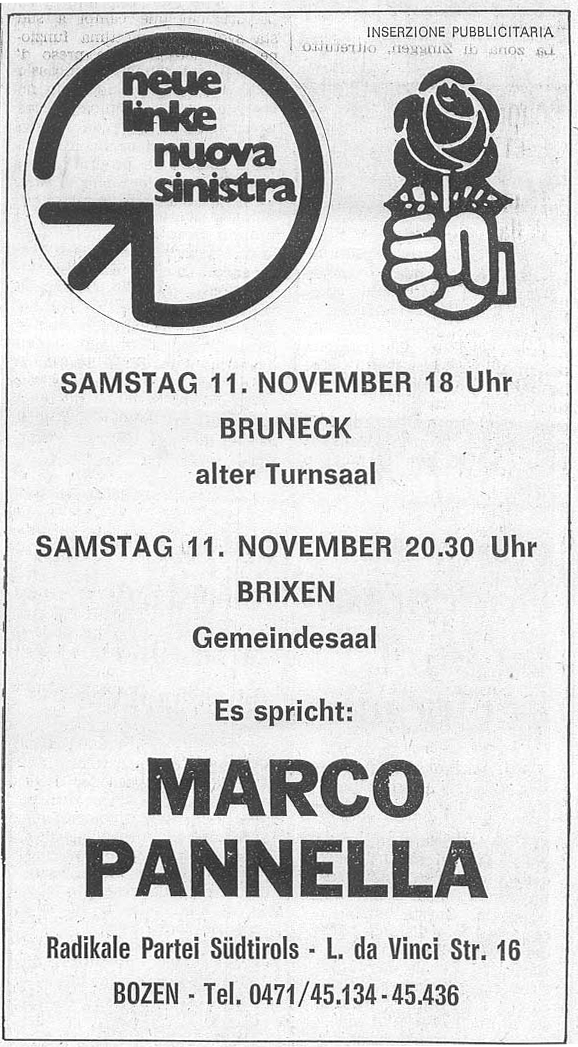
Werbeinserat für einen Wahlkampfauftritt Marco Pannellas für die Neue Linke anlässlich der Südtiroler Landtagswahlen 1978.

Die Neue Linke/Nuova Sinistra (NL/NS) war eine parteiunabhängige Wahlliste aus dem Umfeld der 68er-Bewegung in Südtirol, die sich 1978 auf Betreiben des späteren Spitzenexponenten der Grünen-Fraktion im Europäischen Parlament, Alexander Langer, formiert hat. Sie war von 1978 bis 1983 im Südtiroler Landtag und dadurch gleichzeitig im Regionalrat Trentino-Südtirol vertreten.

## Geschichte
Die NL/NS entstand wenige Monate vor den Südtiroler Landtagswahlen 1978 infolge eines Gründungsaufrufs in der Südtiroler Volkszeitung. Die von Alexander Langer lancierte Initiative nahm wesentlich Bezug auf den tragischen Tod des Literaten Norbert Conrad Kaser, der im August 1978 im Alter von 31 Jahren als sozialer und politischer Außenseiter verstorben war.
Das Projekt der Listengründung erreichte in kurzer Zeit eine relative Breitenwirkung, da sich im Verlauf der 1970er-Jahre Südtiroler der 68er-Generation bereits im außerparlamentarischen Raum organisiert hatten. Das einigende Moment bildeten die Versuche der Südtiroler HochschülerInnenschaft, des Südtiroler Kulturzentrums und der regionalen Ableger staatsweit agierender Gruppen wie Lotta Continua und Democrazia Proletaria, in Südtirol bestehende Trennungslinien zwischen deutsch-, italienisch- und ladinischsprachigen Bevölkerungsteilen zu überwinden.
Die Landtagsliste der NL/NS umfasste zehn deutsch- und 17 italienischsprachige, parteiunabhängige Kandidaten. Damit war sie die erste und bis dato einzige politische Oppositionsbewegung in Südtirol, die weder als Abspaltung der dominanten Südtiroler Volkspartei (SVP) entstanden war, noch als Ableger einer staatsweiten italienischen Partei fungierte. Gleichwohl wurde der Wahlkampf der NL/NS vom italienischen Partito Radicale rund um den Bürgerrechtler und damaligen Parlamentsabgeordneten Marco Pannella finanziell unterstützt.
Die NL/NS erreichte 3,65 Prozent der Wählerstimmen und für ihren Spitzenkandidaten Alexander Langer eines der insgesamt 34 Landtagsmandate. Eine für 1981 geplante Mandatsrotation zu Gunsten des italienischsprachigen Listenexponenten Luigi Costalbano erfolgte mit mehrmonatiger Verzögerung und stand am Beginn sich abzeichnender politischer Divergenzen. Während Costalbano mit Ende der Legislaturperiode 1983 aus der Landespolitik ausschied, erweiterte Alexander Langer die Mehrheitsströmung innerhalb der NL/NS für einen zweiten Wahlantritt inhaltlich und personell zur Alternativen Liste für das andere Südtirol (ALFAS), die sich gegen Ende der 1980er-Jahre als grün-alternative Liste langfristig in der regionalen Parteienlandschaft behaupten konnte.

## Inhaltliche Schwerpunkte
Die NL/NS verstand sich ursprünglich als antielitäre Protestbewegung gegen die praktizierte politische Kultur der langjährigen regionalen Regierungskoalitionen zwischen Südtiroler Volkspartei (SVP) und Democrazia Cristiana (DC). Sie inspirierte sich wesentlich an der sogenannten Neuen Linken aus dem bundesdeutschen Raum sowie an den italienischen Arbeiter-, Studenten- und Bürgerrechtsbewegungen sozialistischer wie links-katholischer Prägung. In den Jahren der Umsetzung des Zweiten Südtiroler Autonomiestatuts (ab 1972) artikulierte sie konstruktive Kritik an der Autonomiepolitik der SVP, welche die klassischen Linksparteien, besonders die Kommunistische Partei Italiens (KPI), vermissen ließen.
Anlässlich der gesamtstaatlichen Volkszählung im Jahr 1981 und der damit verbundenen Einführung des ethnischen Proporzes formulierte die NL/NS wesentliche Kritikpunkte an der institutionellen Trennung der Sprachgruppen, die mit der Verabschiedung des Zweiten Autonomiestatuts für Südtirol im Jahr 1972 verfassungsrechtlich verankert worden waren. Das von Alexander Langer geprägte Kulturverständnis der „Interethnizität“ regte als Alternative eine stärkere Zusammenarbeit über die Sprachgrenzen hinweg an und propagierte in diesem Sinn eine juridische Weiterentwicklung der Autonomie Südtirols vom sprachgruppenbasierten Minderheitenschutz in Richtung einer zivilgesellschaftlich getragenen, regionalen Selbstverwaltung.
Die Kritik der NL/NS am ethnischen Proporz begründete ein zentrales Identifikationsmoment der alternativen Bewegung in Südtirol, trat nach dem Tod Alexander Langers Mitte der 1990er-Jahre innerhalb der Südtiroler Grünen zu Gunsten ökologischer Themen jedoch stark in den Hintergrund. Die umfassende Proporz-Debatte, die weitgehend von den Argumenten Langers angeregt und später von verschiedenen sozialen Gruppen weitergetragen worden war, führte Jahrzehnte später zu einer leichten Lockerung der ursprünglich eingeführten Rechtsbestimmungen.